# Драган Живановић
Драган Живановић (Ба, 8. јануар 1955) пензионисани је генерал-мајор Војске Југославије. Био је командант 125. моторизоване бригаде Војске Југославије за време Рата на Косову и Метохији и НАТО бомбардовања СРЈ, а касније и командант одбране карауле Кошаре.

## Биографија
Живановић је одрастао је у селу Ба, на падинама Рајца, односно Сувобора, где је завршио основну школу. Потом је отишао пут Београда где је уписао најпре Војну гимназију, а одмах након тога и Војну академију. Четврту годину је завршио у Сарајеву. По завршетку основних студија бива првобитно распоређен у Призрен, а онда се вратио у Београд где је наставио школовање.
У другој половини 1970-их када су Албанци на Косову и Метохији имали врло висок степен аутономије, заправо „државу у држави”, и док је добар део југословенског грађанства издвајао 3% свог личног дохотка за српску јужну покрајину како сам генерал каже видео је да Албанци нису истински прихватили Југославију као своју домовину. Већ од марта 1981. године кренули су немири и жестоки сукоби са полицијским снагама на Косову и Метохији, док се албанско насиље над Србима повећавало из дана у дан. Војска ЈНА тада није реаговала.
Распад СФРЈ је генерала Драгана Живановића затекао у Београду, који је био послат 1991. године на Банију и Кордун са својом тенковском четом, да помогне Србима да се одбране од хрватских паравојника. У пролеће 1992. када су Република Србија и Црна Гора прогласиле трећу јужнославенску државу, он се враћа у Београд, где наставља школовање.
Јуна 1998. године када је на Косову и Метохији почео отворени рат, односно напади албанских терориста на војне и полицијске снаге, Живановић је био постављен за команданта 125. моторизоване бригаде чије је седиште било у Косовској Митровици. Зона одговорности је била од јужних падина Копаоника, па све до планинског венца Проклетије, односно од Косовске Митровице па све до Пећи и Дечана.
Влада СР Југославије је у јесен 1998. године прихватила мисију страних посматрача из ОЕБС-а, са циљем да се избегне бомбардовање. Посматрачи које је предводио Вилијам Вокер, имали су шпијунско деловање, односно осматрали су локације и кретање српских безбедоносних снага и снимали све то. Касније су авиони НАТО пакта тачно гађали те циљеве.
Бројно стање 125. бригаде до почетка агресије на СР Југославију 1999. године било је око 1.800 људи, а након почетка агресије почело је попуњавање људства са резервним саставом, тако да је било и до 8.000 људи у време НАТО агресије.
Мисија ОЕБС-а је повучена 20. марта 1999. године, као што су и стране дипломате добиле налог да напусте у што краћем року нашу земљу. Да би 24. марта 1999. године НАТО пакт покренуо злочиначку акцију „Милосрдни Анђео”, када је извршена 78-дневна агресија на Србију и Црну Гору, са несагледивим последицама. Поред тога што су авиони НАТО пакта готово даноноћно бомбардовали војне и цивилне циљеве на Косову и Метохији, и то забрањеним касетним бомбама, било је покушаја копнене инвазије на Србију из више праваца. Један од тих праваца је ишао преко карауле Морина и Кошаре, а што се завршило неуспехом непријатељских снага. Тачније, албански терористи су имали помоћ у људству од Војске Републике Албаније, затим британских специјалних јединица САС (тројица су им погинула код Кошара), Легије странаца, америчких маринаца и разних других плаћеника, највише из исламских земаља. Генерал Живановић тврди, да су у терористичким камповима у Тропоји и Кукешу, Албанци су обучавани од немачких и италијанских војних инструктора.
У бици за Кошаре, која је почела 9. априла 1999. године на Велики петак, а трајала је све до 14. јуна те године. Непријатељи су користили амерички систем напада у таласима. Први жестоки талас је био од 9. до 11. априла 1999. када је 53. гранични батаљон издржао страховити удар. Тада се у ширем рејону карауле Кошаре налазило свега 135 људи, иако је првобитно Војска Републике Албаније гранатирала суседну караулу Морина, што је била варка.
На јако неприступачном планинском терену где често има високих снежних наноса и магла кренуле су борбе српских војника и нападача. Касније је стигло појачање на караулу Кошаре, тако да је копнена инвазија на Србију заустављена. Свеукупно у пролеће 1999. године са српске стране ту на Кошарама је било око 1.500 војника, док су они испред себе имали четири пута бројнијег непријатеља. Границу СР Југославије бранили су припадници 125. моторизоване бригаде и делови 63. падобранске и 72. специјалне бригаде.
По потписивању Војно-техничког споразума у Куманову 9. јуна 1999. године, почело је наредних дана извлачење српских снага са простора Косова и Метохије у централне делове Србије. То повлачење било је у борбеном положају јер су из Републике Албаније надирали албански терористи. Завладала је анархија јер јединице КФОР-а нису одмах преузеле територију. 125. бригада је измештена од Трстеника до Крушевца, а одликована је и орденом Народног хероја 1999. године. Десетак година касније ова јединица је расформирана.
Доласком на власт демократа у Србији, многи генерали су били пензионисани. Живановић је пензионисан 2006. године. Тужилаштво за ратне злочине, после три године ислеђивања, одустало је од кривичног гоњења против генерала Живановића.